# PLPPR1
PLPPR1 (англ. Phospholipid phosphatase related 1) – білок, який кодується однойменним геном, розташованим у людей на 9-й хромосомі. Довжина поліпептидного ланцюга білка становить 325 амінокислот, а молекулярна маса — 35 795.
| 10         |  | 20         |  | 30         |  | 40         |  | 50         |
| ---------- |  | ---------- |  | ---------- |  | ---------- |  | ---------- |
| MAVGNNTQRS |  | YSIIPCFIFV |  | ELVIMAGTVL |  | LAYYFECTDT |  | FQVHIQGFFC |
| QDGDLMKPYP |  | GTEEESFITP |  | LVLYCVLAAT |  | PTAIIFIGEI |  | SMYFIKSTRE |
| SLIAQEKTIL |  | TGECCYLNPL |  | LRRIIRFTGV |  | FAFGLFATDI |  | FVNAGQVVTG |
| HLTPYFLTVC |  | KPNYTSADCQ |  | AHHQFINNGN |  | ICTGDLEVIE |  | KARRSFPSKH |
| AALSIYSALY |  | ATMYITSTIK |  | TKSSRLAKPV |  | LCLGTLCTAF |  | LTGLNRVSEY |
| RNHCSDVIAG |  | FILGTAVALF |  | LGMCVVHNFK |  | GTQGSPSKPK |  | PEDPRGVPLM |
| AFPRIESPLE |  | TLSAQNHSAS |  | MTEVT      |  |            |  |            |

A: Аланін

C: Цистеїн

D: Аспарагінова кислота

E: Глутамінова кислота

F: Фенілаланін

G: Гліцин

H: Гістидин

I: Ізолейцин

K: Лізин

L: Лейцин

M: Метіонін

N: Аспарагін

P: Пролін

Q: Глутамін

R: Аргінін

S: Серин

T: Треонін

V: Валін

Кодований геном білок за функцією належить до фосфопротеїнів. 
Локалізований у мембрані.